# ایستگاه (فیلم ۱۹۹۰)
ایستگاه (ایتالیایی: La stazione) فیلمی در ژانر درام به کارگردانی سرجو روبینی است. از بازیگران آن می‌توان به مارگریتا بوی اشاره کرد.